# Bucheon
Bucheon (부천) este un oraș din provincia Gyeonggi-do, Coreea de Sud.